# 阿来
阿来（アライ、1959年 - ）は、中華人民共和国の小説家、詩人、脚本家。蔵族。代表作に小説『塵埃落定』。現職は四川省作家協会主席、中国作家協会第八届全国委員会主席団委員。

## 略歴
1959年、四川省馬爾康市に生まれた。母は蔵族で、父は回族であった。馬爾康師範学校卒業。卒業後は地元中学の教員となった。1982年に執筆活動を開始した。1997年、彼はチベットを離れて成都に行き、『科幻世界』の創作組担当編輯となった。2000年に『科幻世界』社長、総編輯に選ばれた。1998年、長編小説『塵埃落定』を発表。2000年には中国長編小説を対象とした中国文学界で最も栄誉がある賞の一つである「茅盾文学賞」を受賞している。

## 作品

### 詩集
- 『棱磨河』

### 小説
- 『旧年的血跡』
- 『月光下的銀匠』
- 『塵埃落定』
- 『空山』

### 散文
- 『大地的階梯』
- 『就這樣日益在豊盈』

### 映画劇本
- 『西蔵天空』

### 日本語訳
- 『塵埃落定―土司制度の終焉』、西海枝裕美・西海枝美和訳、近代文芸社
- 『空山 風と火のチベット』、山口守訳、勉誠出版

## 受賞
2000年、『塵埃落定』、第五回茅盾文学賞。
2014年、『西蔵天空』、第五回中国影協杯優秀映画劇本賞；第十七回上海国際映画節之映画頻道伝媒大賞最佳編劇賞；第一回中澳国際映画節最佳編劇賞。